# 小樽市議会
小樽市議会 (おたるしぎかい) は、北海道小樽市に設置されている地方議会である。

## 概要

### 任期
4年

### 定数
25人

### 所在地
北海道小樽市花園2丁目12番1号
小樽市役所本庁舎3階

### 委員会
- 議会運営委員会

#### 常任委員会
- 総務常任委員会
- 経済常任委員会
- 厚生常任委員会
- 建設常任委員会

#### 特別委員会
- 予算特別委員会
- 決算特別委員会

##### かつてあった特別委員会
- 公共施設の再編に関する調査特別委員会
- 学校適正配置等調査特別委員会
- 市立病院調査特別委員会

### 定例会
- 年4回実施[2][3]
  - 2月
  - 6月
  - 9月
  - 12月

### 事務局
- 議会事務局
  - 総務係
  - 議事係

## 会派
- 濱本進（自由民主党）が2023年（令和5年）8月26日に死去したため、欠員1[4]。

| 会派名                         | 議員数 | 所属党派   | 議員名（◎は代表者）                               | 女性議員数 | 女性議員の比率(%) |
| ------------------------------ | ------ | ---------- | ------------------------------------------------- | ---------- | ----------------- |
| 自由民主党小樽市議会議員会     | 5      | 自由民主党 | ◎中村吉宏 中鉢淳二 鈴木喜明 松岩一輝 佐藤奈緒美   | 1          | 20                |
| 公明党小樽市議会議員団         | 5      | 公明党     | ◎秋元智憲 横尾英司 橋本布美絵 白川貴城 新井田邦宏 | 1          | 20                |
| 立憲・市民連合小樽市議会議員会 | 5      | 立憲民主党 | ◎中村誠吾 面野大輔 佐々木秩 髙橋龍 下兼薫         | 1          | 20                |
| みらい小樽市議会議員会         | 5      | 無所属     | ◎前田清貴 中村岩雄 小池二郎 白濱聡 平戸理史       | 0          | 0                 |
| 日本共産党小樽市議会議員団     | 4      | 日本共産党 | ◎小貫元 酒井隆裕 高野さくら 松井真美子            | 2          | 50                |
| 合計                           | 24     |            |                                                   | 5          | 20.83             |

## 議員報酬等
| 役職   | 報酬            | 政務活動費     |
| ------ | --------------- | -------------- |
| 議長   | 月額 53万4000円 | 月額 1万5000円 |
| 副議長 | 月額 48万2000円 | 月額 1万5000円 |
| 議員   | 月額 44万1000円 | 月額 1万5000円 |

※別途、年2回期末手当あり

## 定数の推移
「小樽市議会議員定数条例」によって定数が決められている。
- 2003年（平成15年）4月27日選挙 - 36人→32人
- 2007年（平成19年）4月22日選挙 - 32人→28人
- 2015年（平成27年）4月26日選挙 - 28人→25人

## 議会出身者
- 池田隆一（衆議院議員）
- 島本虎三（衆議院議員）
- 森正則（衆議院議員）
- 山本厚三（衆議院議員）
- 河原直孝（4代目小樽市長）
- 寿原英太郎（6代目小樽市長）
- 森井秀明（13代目小樽市長）